# Диференціююча ланка

Рис. Схема реальної диференціюючої ланки (а), перехідна (б) і амплітудно-частотна характеристики (в).

Диференціююча ланка — поняття, що належить до  Теорії автоматичного керування. Елемент системи автоматичного регулювання.
Диференціююча ланка — ланка, в якій вихідна величина пропорційна швидкості зміни вхідної:
у=k dx/dt
де у — вихідна величина, х — вхідна.
Звідки передавальна функція має вигляд:
 W(p) = kp.

Виділяють ланки на ідеальні і реальні. Прикладом диференціюючої ланки може служити електрична ємність (С), якщо вхідним сигналом вибрати прикладену до неї напругу u, а вихідним — протікаючий струм i.
Амплітудно-фазова характеристика реальної диференціюючої ланки являє собою напівколо, розташоване в першому квадранті комплексної площини з центром на дійсній осі на відстані k/2 від початку координат.